# Silver Creek (Missouri)
Silver Creek – wieś w Stanach Zjednoczonych, w stanie Missouri, w hrabstwie Newton.